# سیارک ۵۰۹

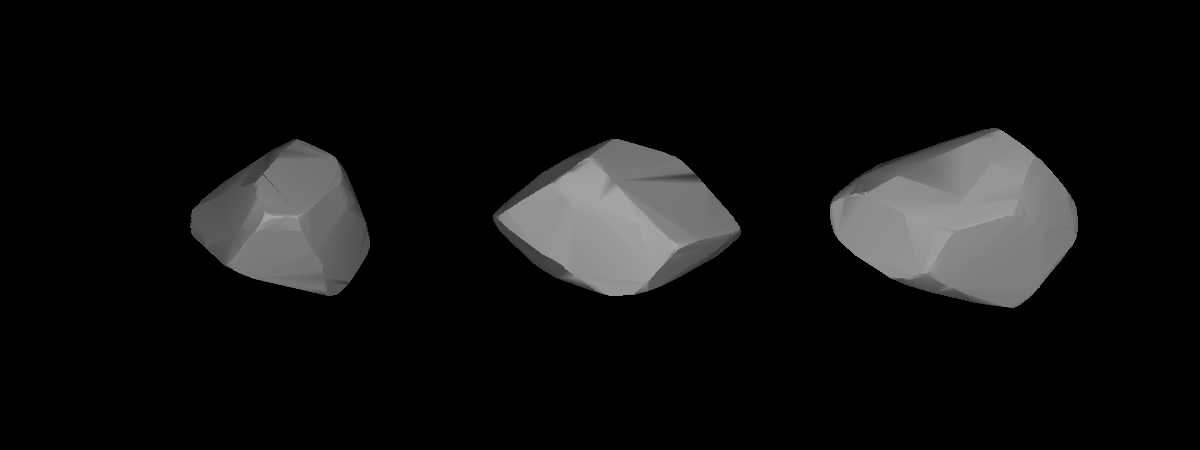
مدل سه‌بُعدی سیارک ۵۰۹ بر اساس منحنی نور آن

سیارک ۵۰۹ (به انگلیسی: 509 Iolanda، نامگذاری:1903LR) پانصد و نهمین سیارک کشف شده‌است که در ۲۸ آوریل ۱۹۰۳ و در هایدلبرگ کشف شد.
قدر مطلق سیارک برابر ۸٫۴۰ است.